# Cansu Özdemir

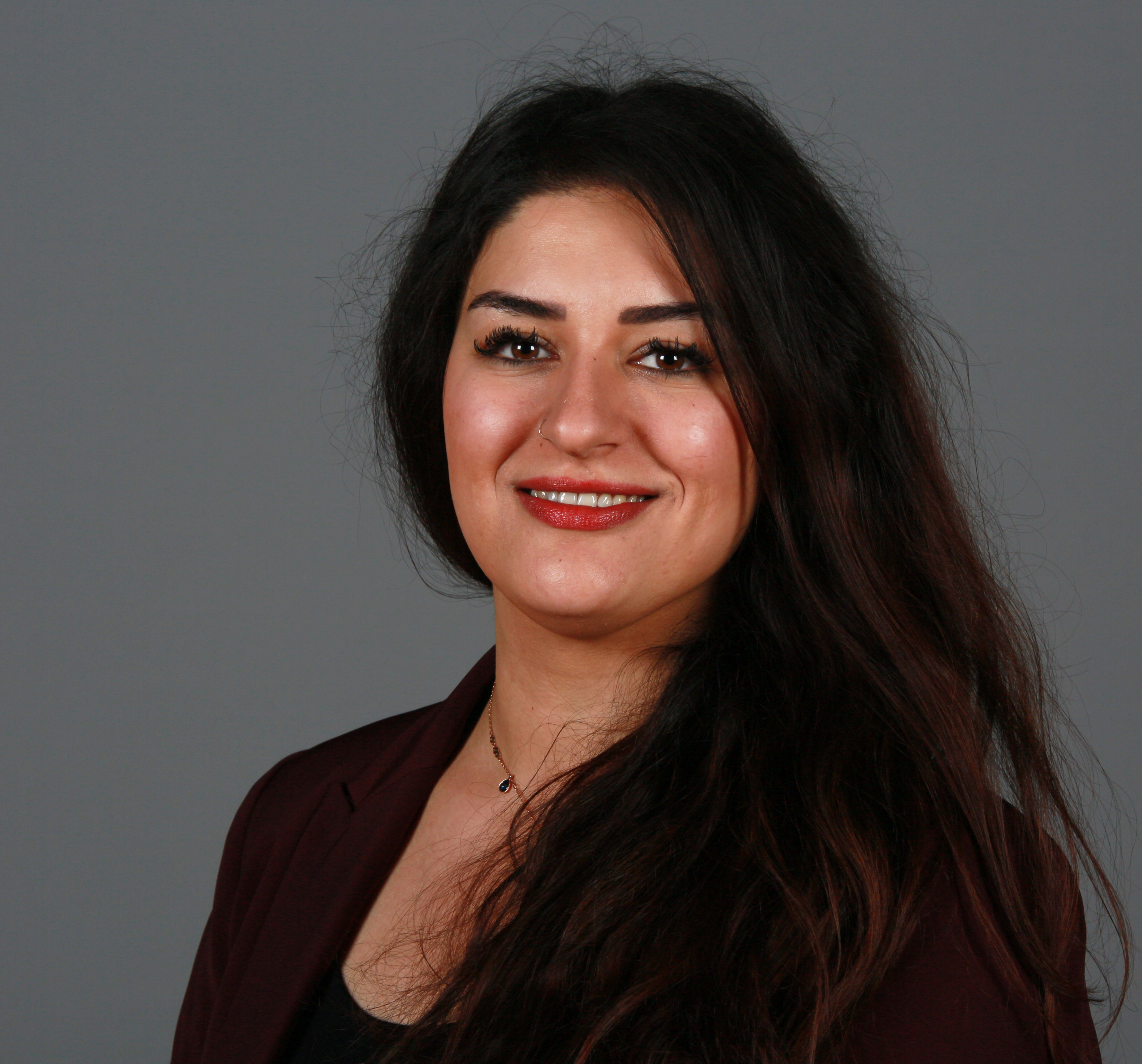
Cansu Özdemir (2018)

Cansu Özdemir (* 8. September 1988 in Hamburg) ist eine deutsche Politikerin der Partei Die Linke. Sie war von 2011 bis 2025 Mitglied der Hamburgischen Bürgerschaft und dort von 2015 bis 2025 Vorsitzende der Linksfraktion. Seit 2025 ist sie Mitglied des Deutschen Bundestages.

## Leben
Cansu Özdemir entstammt einer kurdischen Einwandererfamilie. 2009 erlangte sie am Wirtschaftsgymnasium Kieler Straße das Abitur. Sie studierte Kulturanthropologie und Politikwissenschaft an der Universität Hamburg.
Cansu Özdemir lebt in Osdorf und ist Mutter eines Sohnes.

## Politische Laufbahn
In ihrer Jugend war die Kurdische Frauenbewegung ein politisch prägender Faktor. 2009 trat Özdemir der Partei die Linke bei. Bei der Bürgerschaftswahl in Hamburg 2011 wurde sie über die Landesliste in die Hamburgische Bürgerschaft gewählt. Als eine der beiden jüngsten Abgeordneten der 20. Bürgerschaft war sie in der konstituierenden Sitzung gemeinsam mit Annkathrin Kammeyer vorläufige Schriftführerin. Sie war sozial-, frauen- und inklusionspolitische Sprecherin der Fraktion und Vorsitzende des Ausschusses für Soziales, Arbeit und Integration und war Mitglied des G20-Sonderausschusses. 
Bei der Bürgerschaftswahl 2015 errang Özdemir über Personenstimmen auf der Landesliste erneut ein Mandat. Bei der konstituierenden Sitzung der 21. Bürgerschaft wurde sie am 1. März gemeinsam mit Sabine Boeddinghaus zur Fraktionsvorsitzenden gewählt.

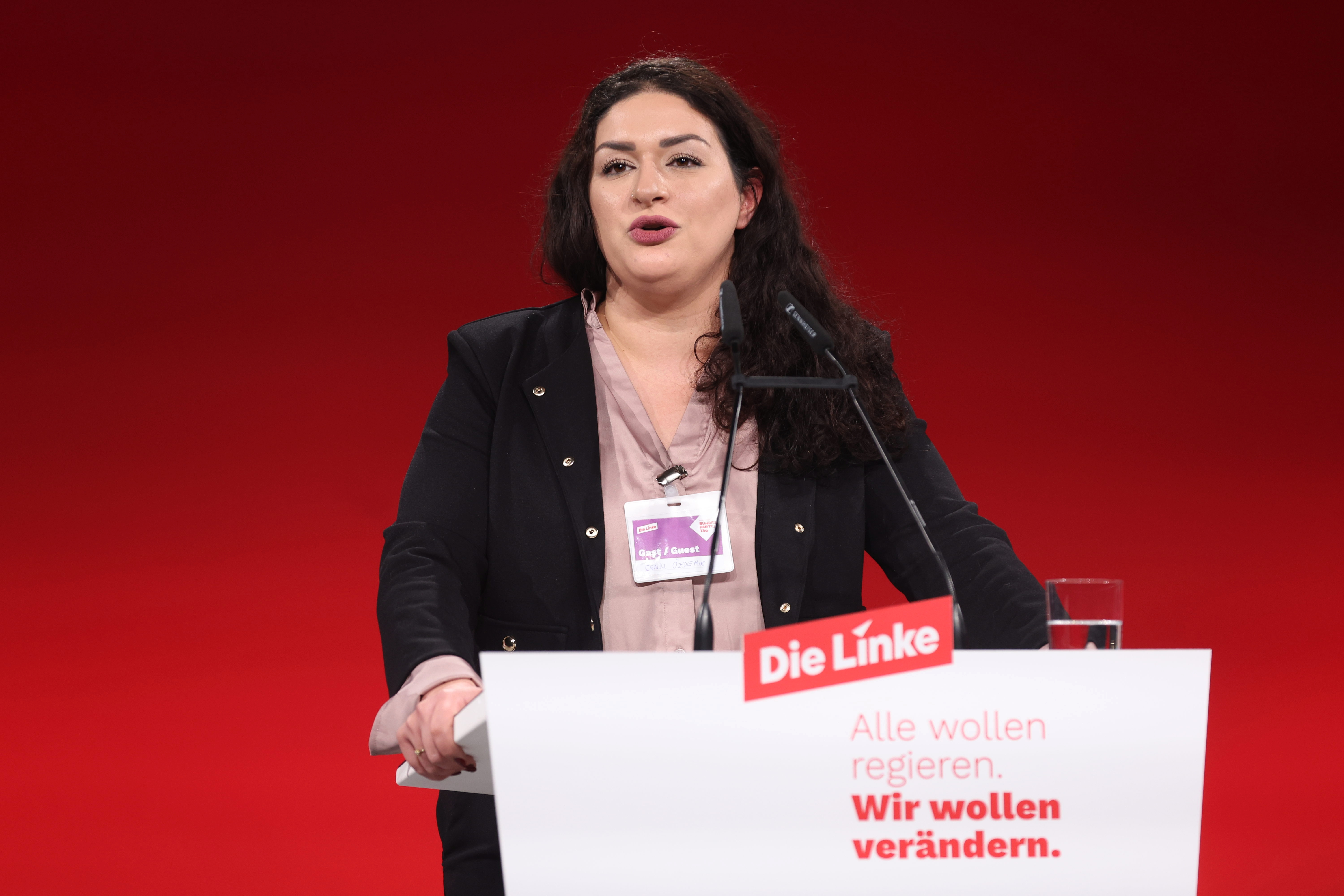
Özdemir auf dem Außerordentlichen Parteitag der Linken im Januar 2025

Özdemir gelang am 23. Februar 2020 erneut der Einzug in die Hamburgische Bürgerschaft. Laut NDR war sie die beliebteste Oppositionspolitikerin in Hamburg. Im Oktober 2024 wurde sie am Parteitag der die Linke mit beinahe 90 % zur Spitzenkandidatin für die Bürgerschaftswahlen im März 2025 gewählt und errang bei der Wahl erneut ein Mandat. Bei der vorgezogenen Bundestagswahl im Februar 2025 wurde sie zugleich in den Bundestag gewählt, womit sie nicht gerechnet hatte. Nach einer Woche Bedenkzeit nahm Özdemir das Bundestagsmandat an und legte ihr Mandat in der Hamburgischen Bürgerschaft nieder. Özdemir bekräftigte jedoch die Bereitschaft der Linken für etwaige Koalitionsverhandlungen mit der SPD in Hamburg, nachdem Bürgermeister Peter Tschentscher behauptet hatte, die Linke habe sich dagegen ausgesprochen.
Özdemir ist im 21. Deutschen Bundestag Mitglied des Auswärtigen Ausschusses. Sie ist außenpolitische Sprecherin der Fraktion Die Linke im Bundestag.

## Positionen & Kontroversen
Das Landesamt für Verfassungsschutz in Hamburg rechnete Özdemir 2011 dem Umfeld der PKK zu. Özdemir dementierte das und reagierte mit der Kritik, der Verfassungsschutz diskreditiere die Linke.
2015 warnte sie vor islamistischen Anwerbeversuchen sowie Bedrohungen von Jesiden und Christen in den Flüchtlingsunterkünften.
Die Staatsanwaltschaft Hamburg ermittelte im Jahr 2015 gegen Özdemir, weil sie auf Facebook ein Foto von fünf Bundestagsabgeordneten der Partei Die Linke, die mit einer Flagge der verbotenen PKK posierten, veröffentlichte. Die Ermittlungen wurden später eingestellt. Auch im März 2018 wurde gegen Özdemir ermittelt, diesmal weil sie im November 2017 auf Twitter eine PKK-Flagge gepostet und gefordert hat, dass das PKK-Verbot aufgehoben wird. Im Oktober 2019 wurde sie deshalb vom Amtsgericht Hamburg-Altona wegen Verstoß gegen das Vereinsgesetz verurteilt und eine Verwarnung mit Strafvorbehalt in Höhe von 30 Tagessätzen bzw. 4500 Euro ausgesprochen.
Özdemir äußerte sich vielfach über den Bürgerkrieg in Syrien. Sie kritisiert die Bombardierungen, die von der syrischen und russischen Luftwaffe durchgeführt werden sowie die Eskalation durch die türkische Armee, wodurch Tausende Menschen in die Flucht getrieben werden. Den zwölften Präsidenten der Türkei, Recep Tayyip Erdoğan, nannte sie einen Diktator.
Im August 2024 sprach sie sich gegen eine Olympiakandidatur von Hamburg aus.